# Teodor Talowski
Teodor Talowski, né le 23 mars 1857 à Zasów, mort le 1er mai 1910 à Lemberg, est un architecte polonais, considéré comme l'un des plus importants architectes polonais de la charnière du XIXe et XXe siècles.  
Dans ses nombreuses œuvres (des maisons, des villas, des églises et des chapelles), il a utilisé des éléments propres à l'éclectisme, en puisant dans tous les styles architecturaux : gothique, Renaissance, maniérisme, Art nouveau, expressionnisme, modernisme, symbolisme. 

## Biographie
Né à Zasów dans la voïvodie des Basses-Carpates, il a fréquenté un lycée à Cracovie. En 1877, après deux années d'études en architecture à Vienne sous la direction de Karl König, Talowski a déménagé à Lviv, où il a obtenu son diplôme d'architecte auprès de Julian Zachariewicz. En 1881, il est retourné à Cracovie pour travailler à l'École supérieure d'industrie. En 1901, il a pris la chaire de dessin et plus tard la chaire de l'architecture médiévale à l'École Polytechnique de Lviv. Il travaillait sur des projets des maisons, églises, etc. 
En 1906, une longue maladie a interrompu son travail, entraînant sa mort à Lviv en 1910. Il est enterré au cimetière Rakowicki à Cracovie.

## Architecture
Architecte Talowski était actif pendant 15 dernières années du XIXe siècle et au début du XXe siècle. Les constructions selon ses projets ont été réalisées presque uniquement en Pologne, notamment en Galicie. Il a dessiné plus de 70 églises, plusieurs maisons de ville (dont au moins seize à Cracovie), chapelles, villas, manoirs, hôpitaux, tombeaux, un viaduc (à Cracovie), centrale électrique (aussi à Cracovie) et d'autres. Ses œuvres intègrent plusieurs styles architectoniques : des formes gothiques, celles de la Renaissance et du maniérisme; des éléments de l'Art nouveau, de l'expressionnisme, du modernisme et du symbolisme. Enfin, Talowski est considéré comme un représentant du picturesque eclecticism – tendance ainsi nommée par C.V. Meeks. Les façades de ses bâtiments sont souvent asymétriques, construites en brique et en pierre, décorées par des inscriptions et des éléments sculptés. 
Le regroupement le plus important de ses bâtiments se trouve à Cracovie, rue Retoryka. 

## Liste non-exhaustive d'œuvres
Églises:
- Białoskórka, 1905[5]
- Cacica (Roumanie), 1904[5]
- Chorzelów[5],
- Dobrzechów, 1887-94[5]
- Kamień[6]
- Kamionka Strumiłłowa, 1901[5]
- Krościenko Wyżne, 1908[5]
- Laszki, 1905[5]
- Libiąż[5]
- Lubzina, 1903[5]

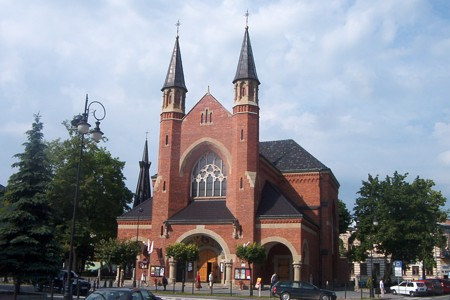
Église Saint Casimir, Nowy Sącz, 1912

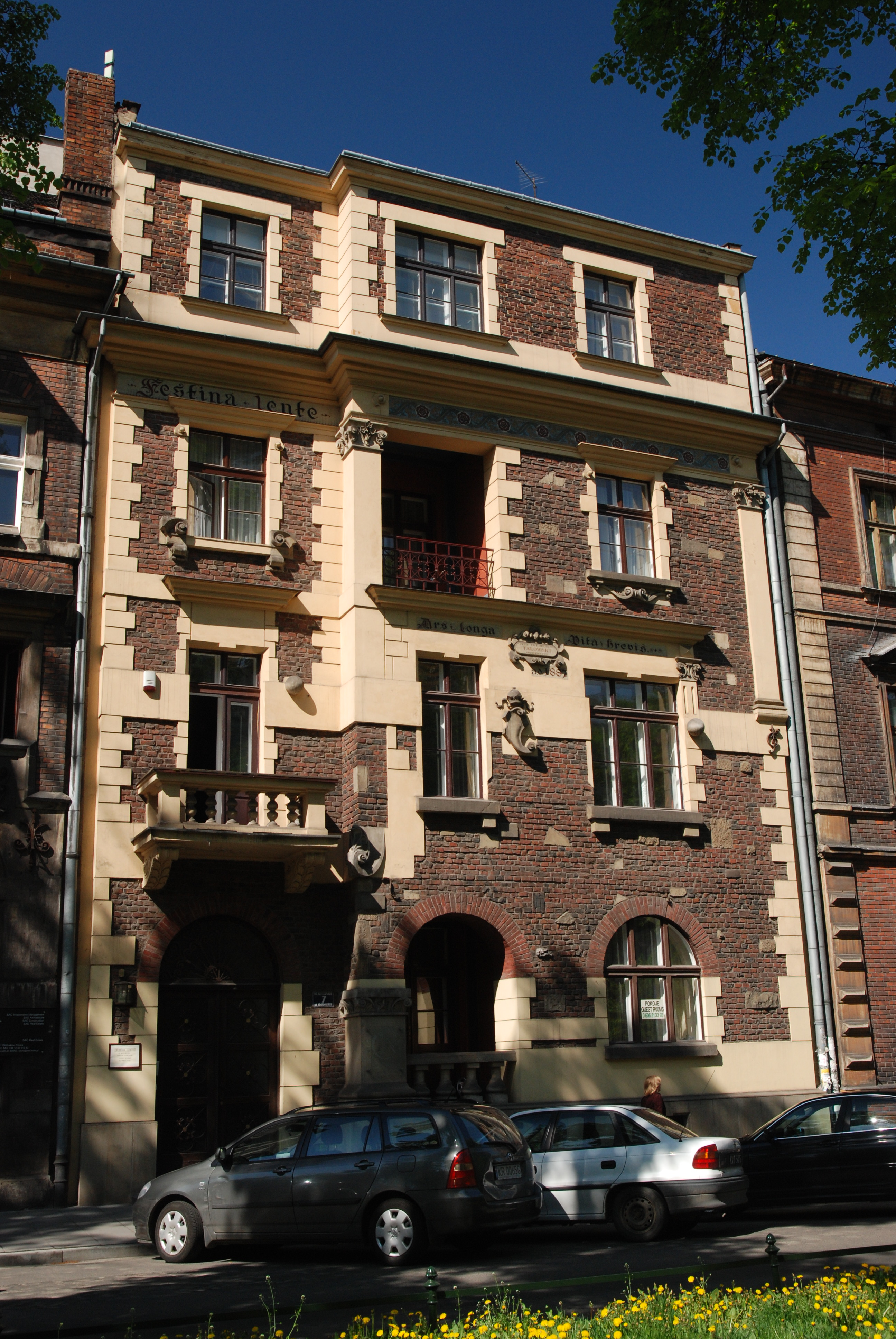
Maison Festina lente, rue Retoryka 7, Cracovie, Pologne, 1887

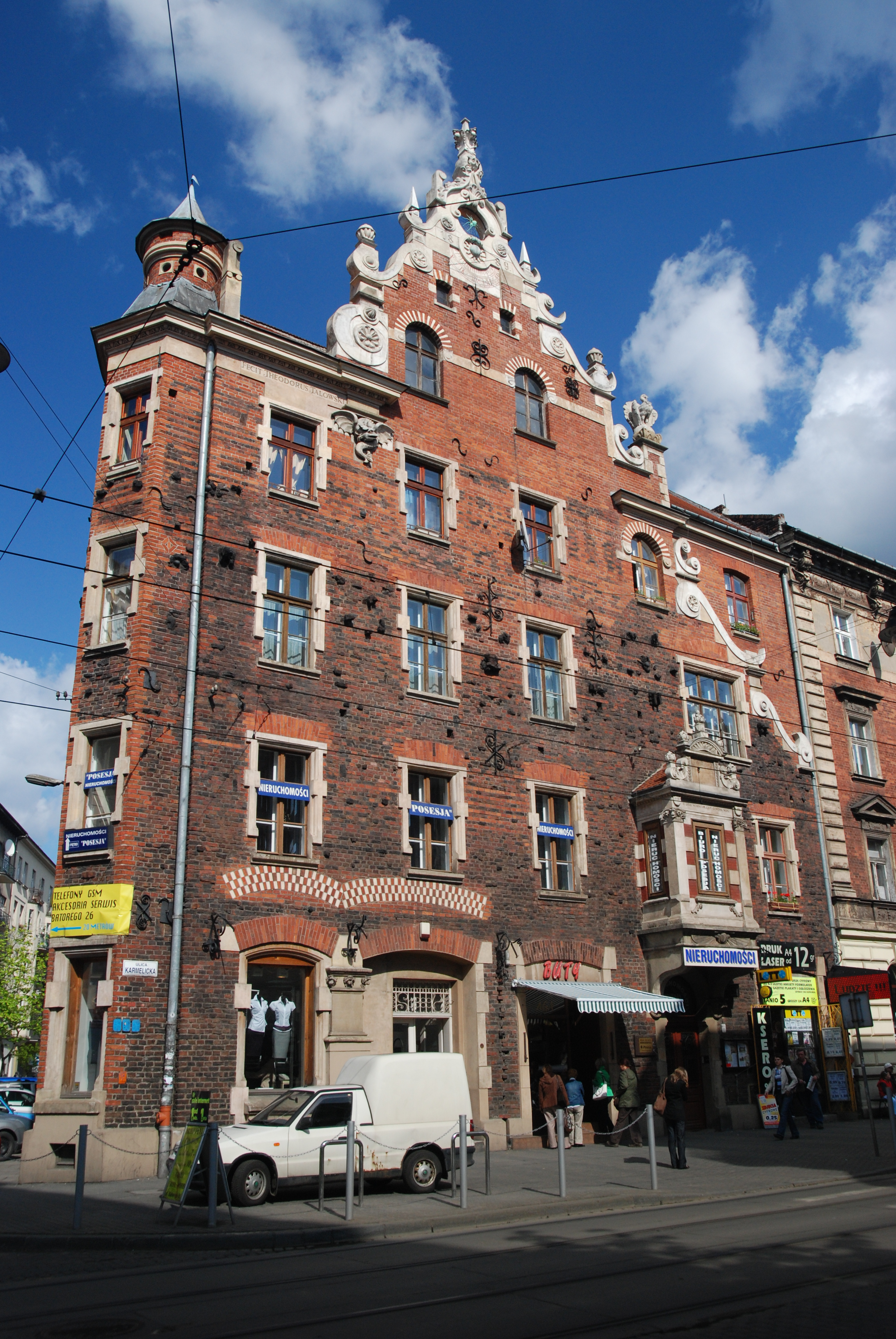
Maison Sous l'Araignée, rue Karmelicka/Batorego, Cracovie, Pologne, 1889

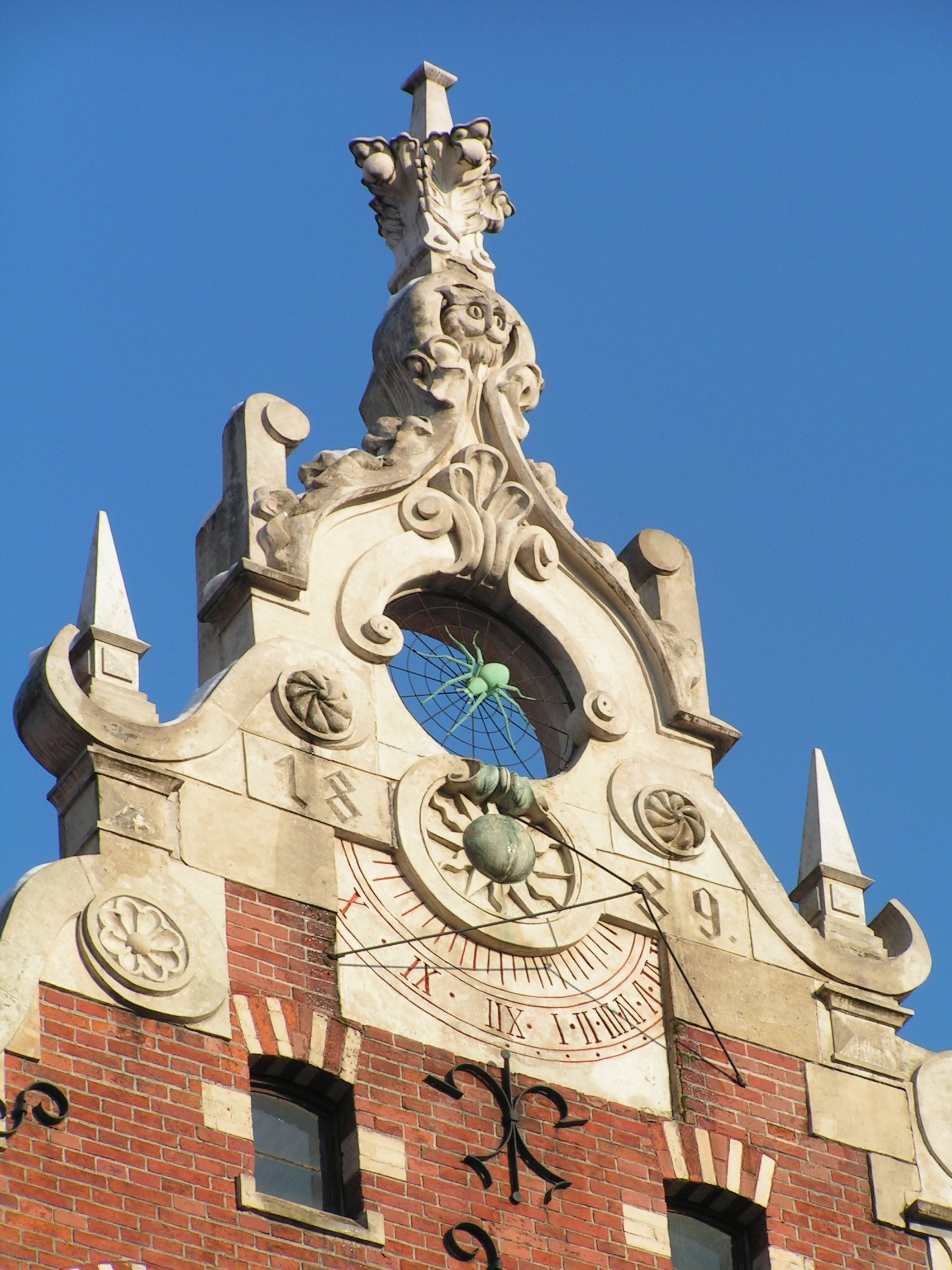
Maison Sous l'Araignée (détail), rue Karmelicka/Batorego, Cracovie, Pologne, 1889

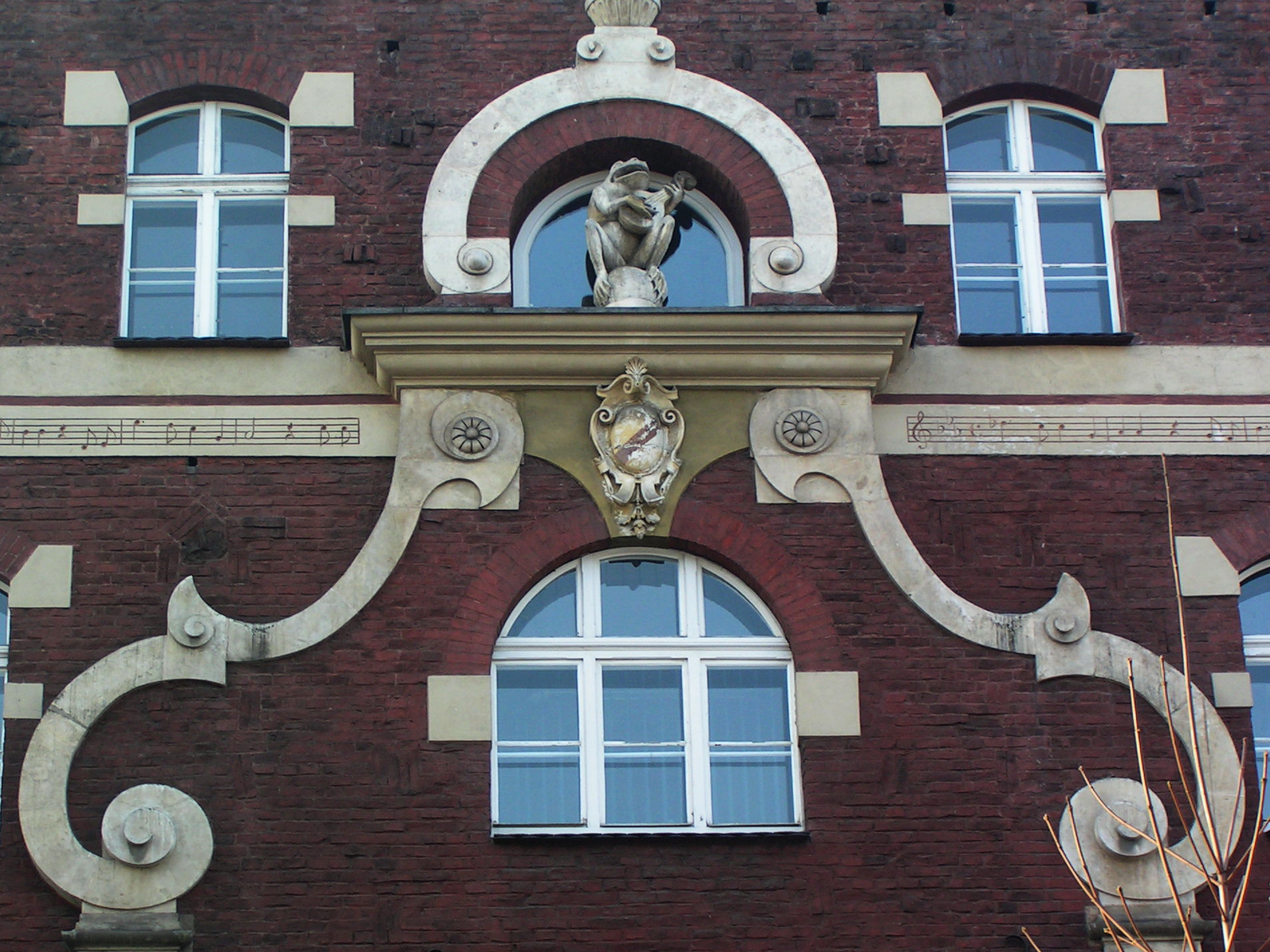
Maison à la Grenouille qui Chante (détail), rue Retoryka 1-2, Cracovie, 1889-90

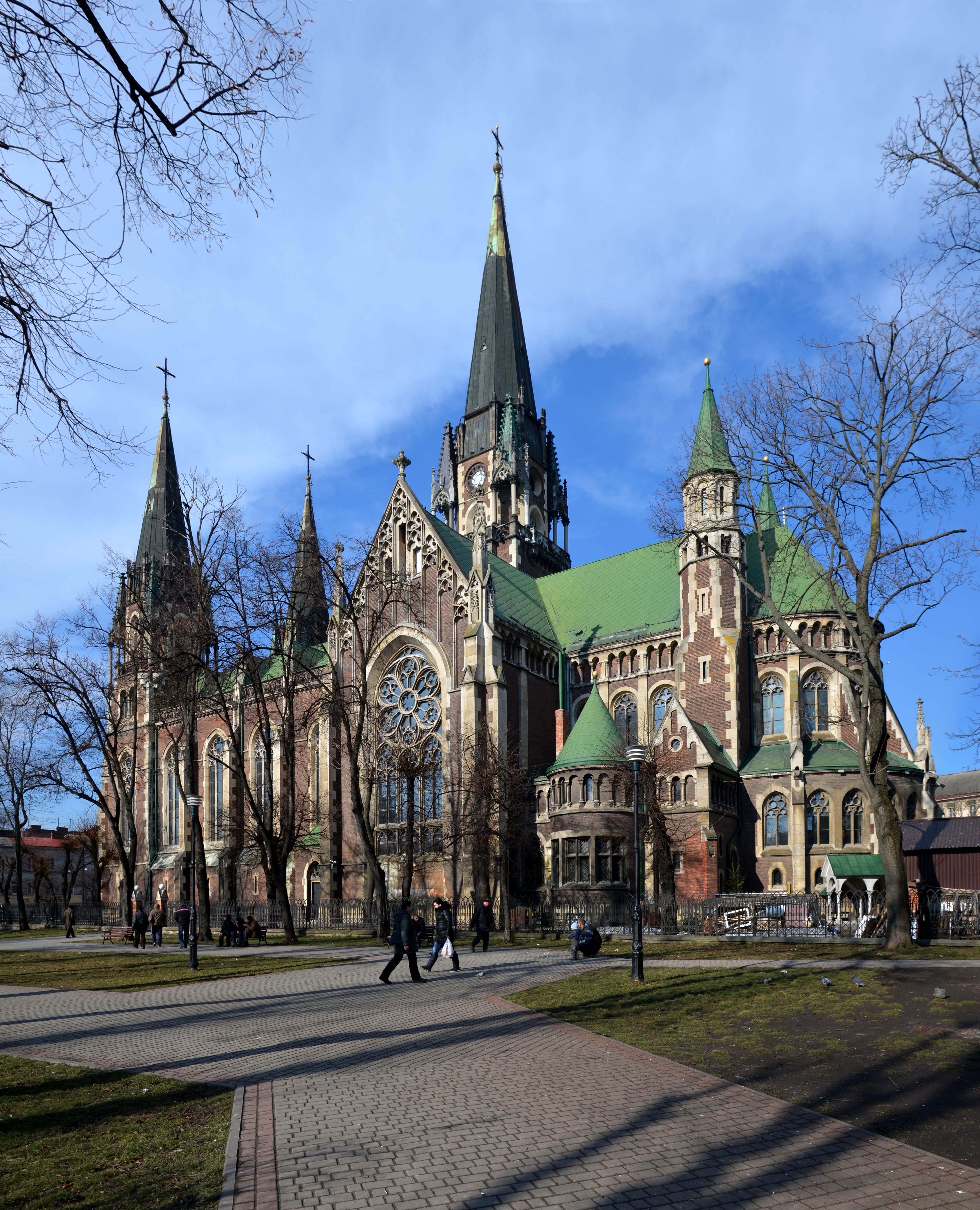
L'église Saintes Olga et Élizabeth, Lviv, Ukraine.

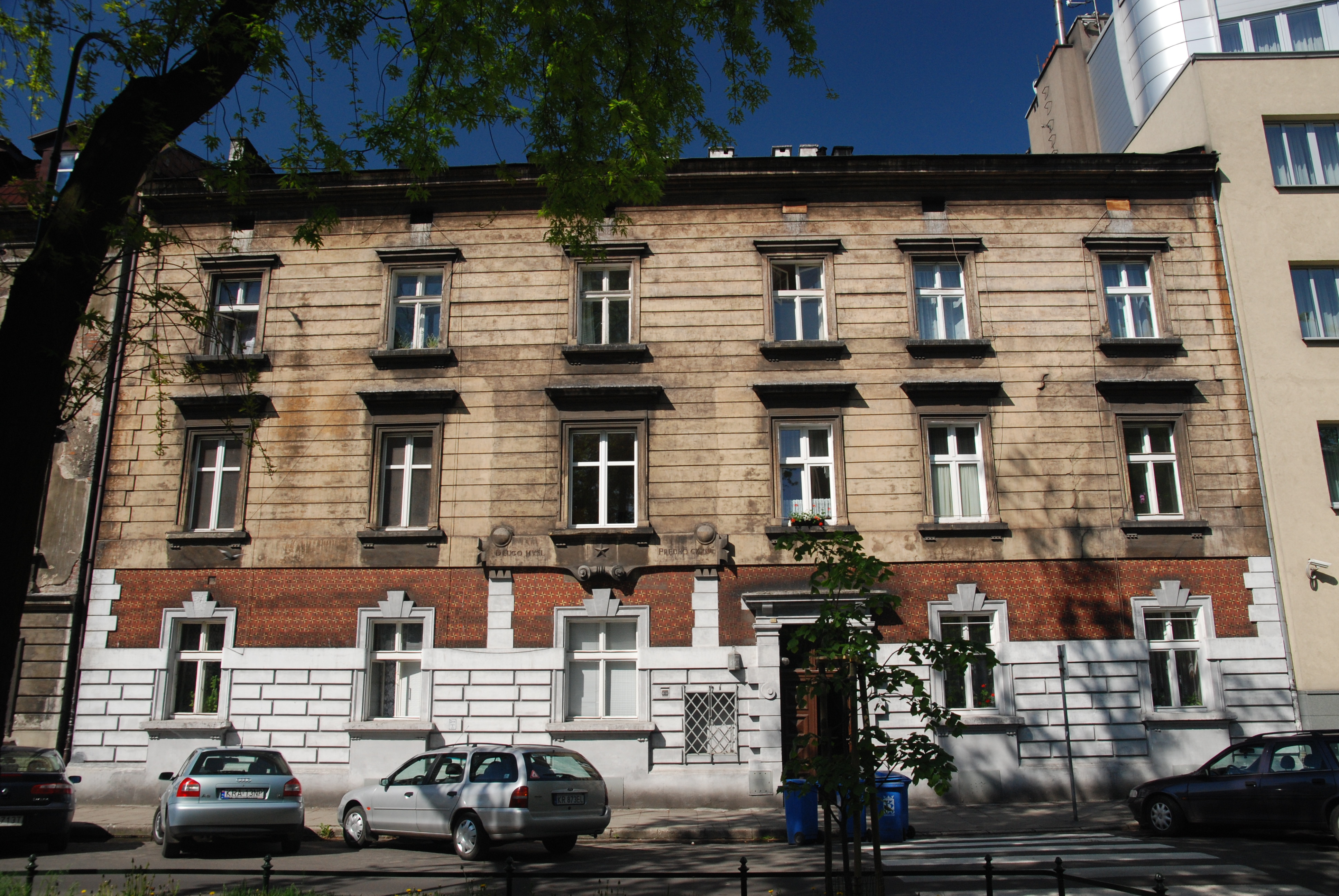
Rue Retoryka 15, Cracovie, 1888

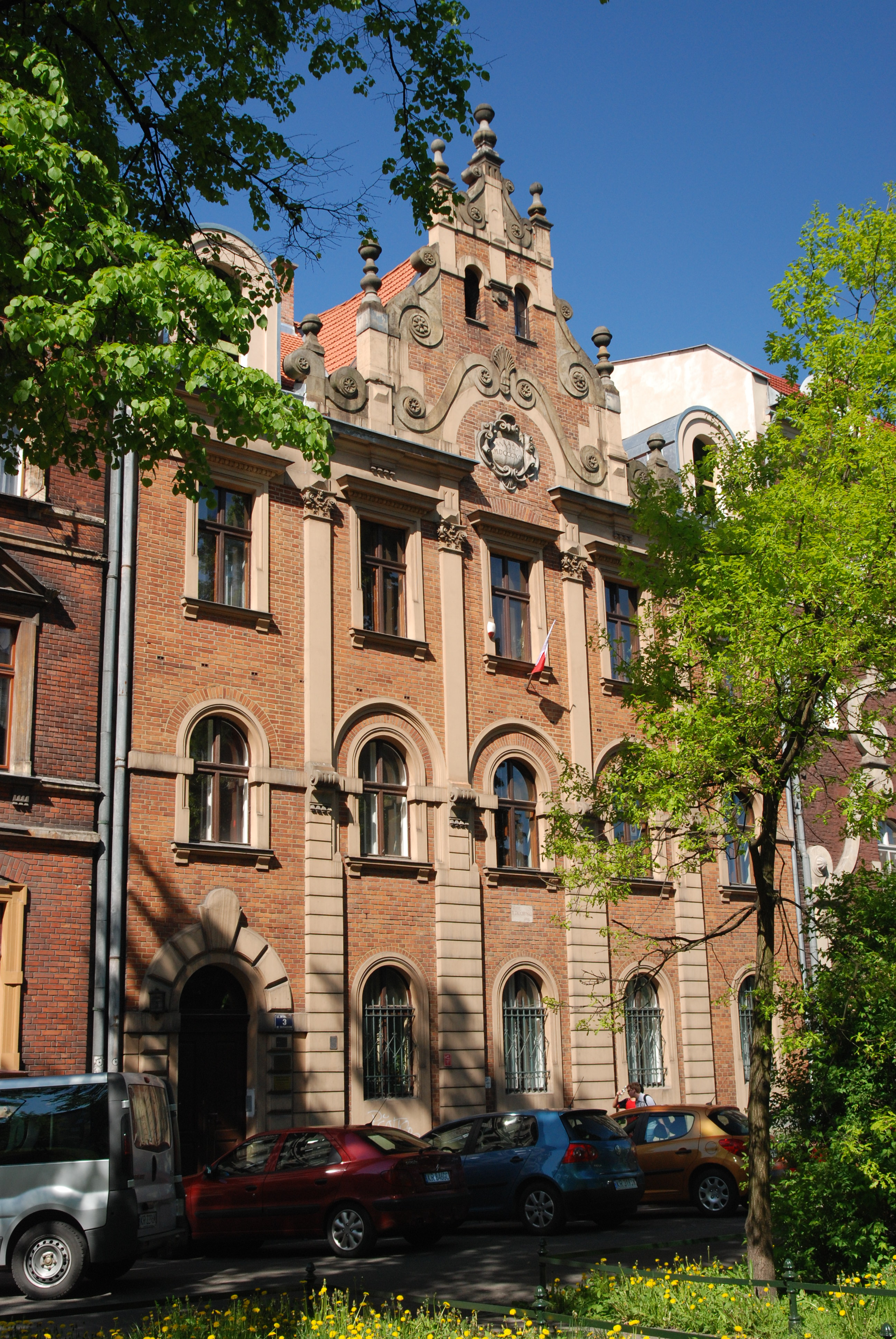
Rue Retoryka 3, Cracovie, 1891

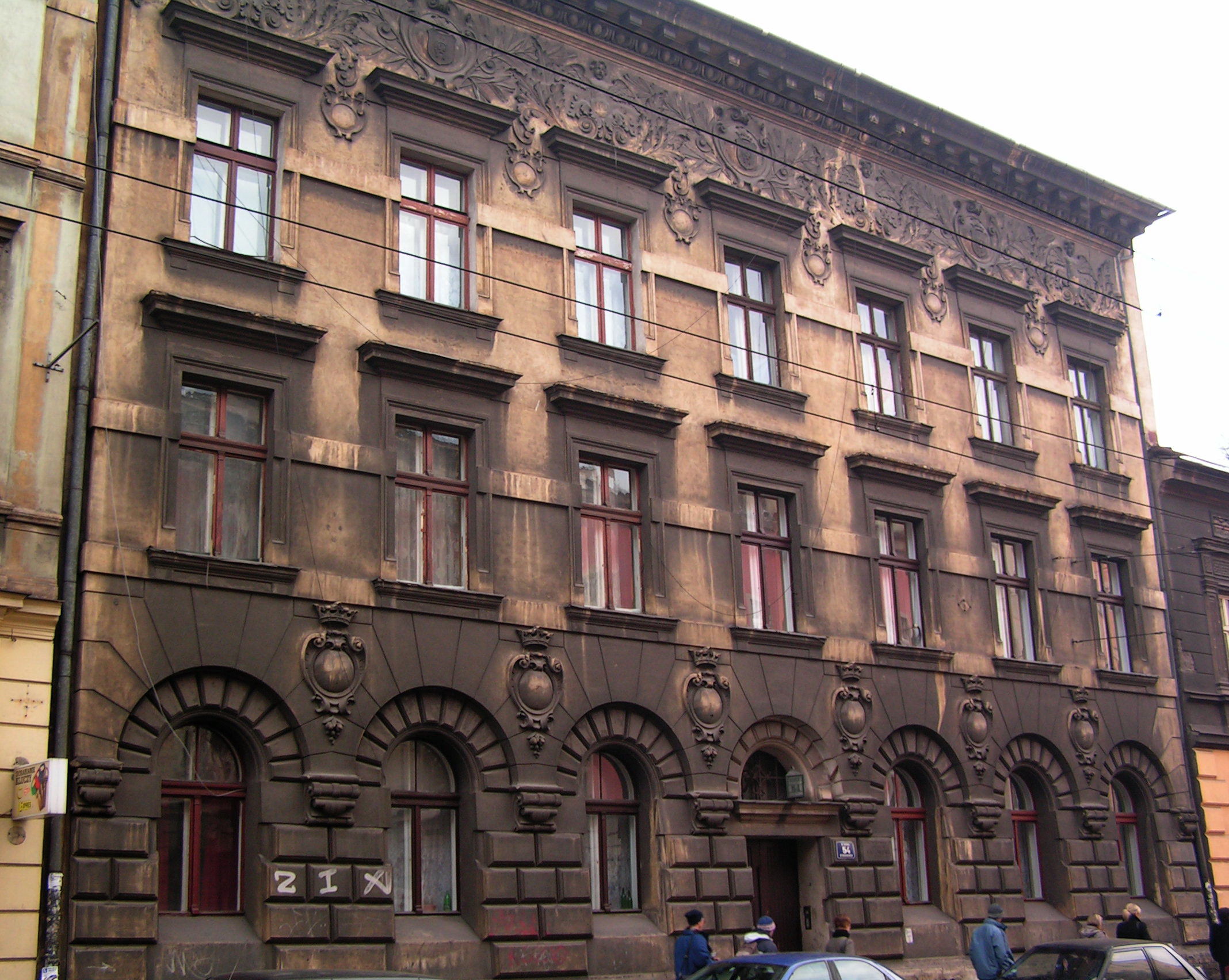
Rue Długa 54, Cracovie, 1891

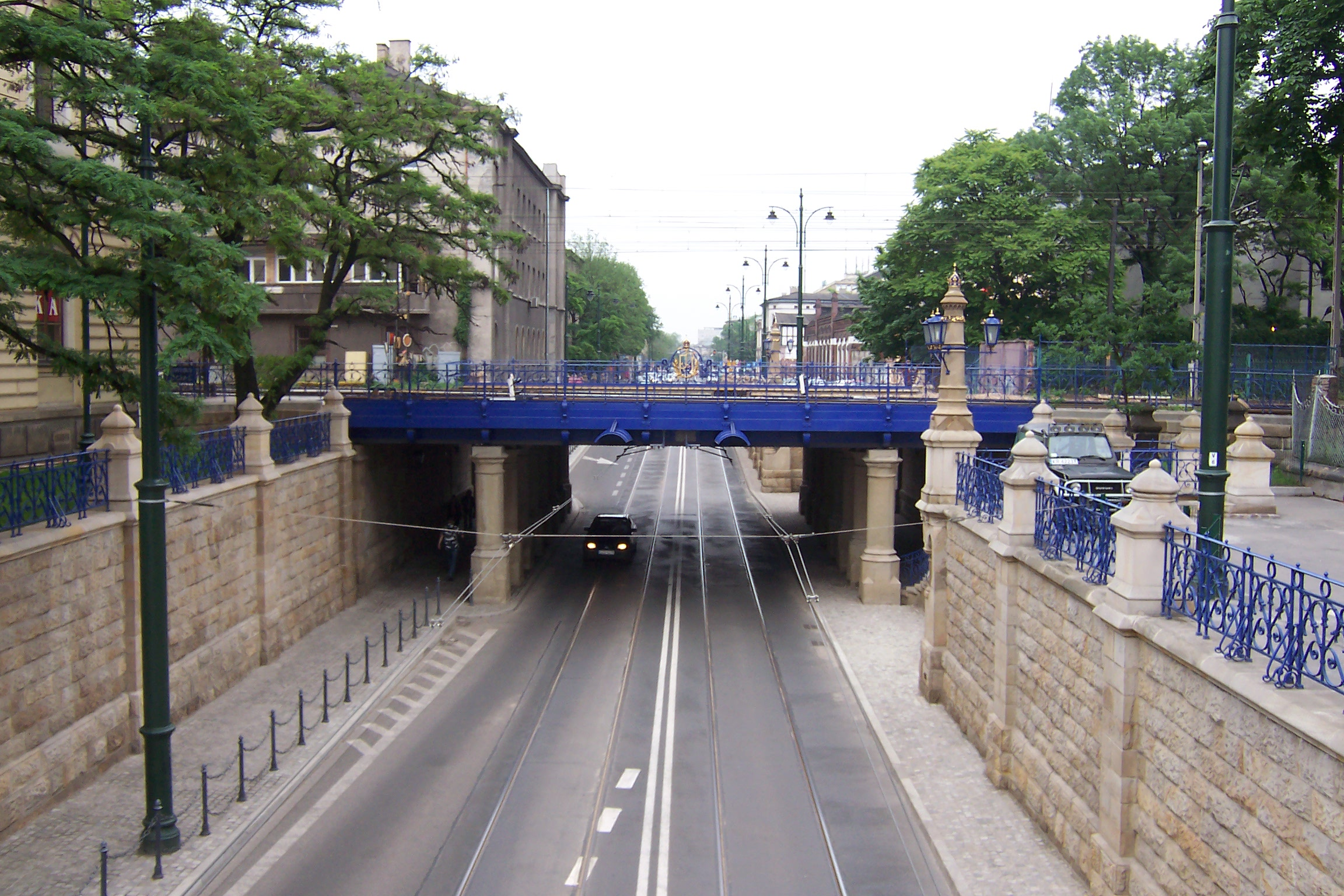
Viaduc, rue Lubicz, Cracovie, 1897-8

- Lwów, église Sainte-Élisabeth, 1904-11[5]
- Nagoszyn
- Nowy Sącz, église Sainte-Élisabeth[7]
- Nowy Sącz, église Saint-Casimir
- Osobnica[6]
- Przyszowa
- Skalat[5]
- Sucha Beskidzka, 1895–1907
- Tarnopol[5]
- Tłuste (przebudowa), 1902[5]
- Wadowice Górne, 1904[5]
- Wyżniany (agrandissement)[5]
- Żyrardów (pas réalise)[5]

Maisons de ville à Cracovie:
- Pod śpiewającą żabą, rue Retorka 1 et 2, 1889-90[8]
- rue Retoryka 3, 1891[9]
- Festina lente, rue Retoryka 7, 1887[5]
- Faber est suae quisque fortunae MDCCCXCI (Pod Osłem), rue Retoryka 9, 1891
- Długo myśl prędko czyń, rue Retoryka 15, 1888[5]
- Pod Pająkiem, rue Karmelicka/Batorego, 1889
- rue Długa 54, 1891[5]
- rue św. Jana 3, 1896-7[5]
- rue Batorego 26, 1885[9]
- rue Smoleńsk 18, 1887[9]
- rue Rottera przy ul. Smoleńsk 20, 1888-89[9]
- rue Pędzichów 19, 1897[9]
- rue Garbarska 7a (n'existe plus), 1886-87[10]

Villas, manoirs, palaces
- villa de M. Dembowski, Bochnia, 1900[5]
- manoir de Dobiecki, Cianowice, 1890[11].
- palace, Dobrzechów, 1890[5]
- manoir de Żeleński, Grodkowice, 1905[5]
- projet du palace à Horyniec[5]
- palace de Czetwertyński, Kiev[5]
- villa de J. Wange, rue św. Zofii 30, Lviv, 1899[5]
- manoir, Łaszczów[5]
- manoir, Michałowice[5]
- manoir de Piotr Colonna-Czosnowski, Obory, 1903[5]
- reconstruction du château de Hipolit Milewski sur l'ile Santa Catharina près de Rovinj (Rovigno)[5]
- projet de reconstruction du palace, Siedliska[5]
- projet de palace, Wysuczka, 1905[5]

Chapelles:
- Nowy Sącz, 1895-8[5]
- Kobylanka, 1898[5]
- de Loewenfeld à Chrzanów, 1898-1900[5]
- projet de la chapelle pour Jan Zwiernicki, Zwiernik, 1905[5]
- Grzęda[5]

Hôpitaux
- Okocim, 1900[5]
- Sucha, ok. 1900[5]
- hôpital de Frères de Saint-Jean-de-Dieu à Cracovie[5]

Tombeaux
- de famille Rey, Przecław, 1902[5]
- de famille Skrzyński, Zagórzany[5]
- de famille Talowski au cimetière Rakowicki à Cracovie[12],
- épitaphe de Wincenty Jabłoński à Cracovie[13]
- mausolée de Potocki, Łańcut[5]

Autres
- le siège de la Société polonaise de gymnastique Sokół à Jarosław[5]
- reconstruction du siège de la Société polonaise de gymnastique Sokół à Cracovie, 1894[10]
- école, Okocim, 1900[5]
- reconstruction d'un hôtel de ville, Jarosław[5]
- viaduc, rue Lubicz, Cracovie, 1897-98[9]
- centrale électrique, rue Łobzowska, Cracovie[9]